# Auer István
Auer István (Bácsordas, 1872. december 31. – Magyarürög, 1938. február 6.) újságíró, író, műfordító.

## Életpályája
Auer Vince és Ackermann Katalin fiaként született. Kalocsán teológiát, a Budapesti Tudományegyetemen jogot és filozófiát tanult, de tanulmányait nem fejezte be. 
1894–1908 között újságíróként az Alkotmány belső munkatársa, 1905–1908 között segédszerkesztője volt. 1896–1905 között a budapesti Christlisches Volksblatt hetilapot, 1897-ben a Christlisches Volksbibliothek-et szerkesztette. 1905–1908 között az Országos Pázmány Egyesület titkára volt. 1908-tól a kassai királyi tanfelügyelőség tollnoka, majd a Vallás- és Közoktatásügyi Minisztérium számvevőségén dolgozott. 1916-ban a Szent István Tudományos Akadémia tagja lett. 1924–1930 között a Vallás- és Közoktatásügyi Minisztériumban a hitoktatási ügyek központi előadója volt. 
1930 után Soroksárra költözött.
Novellákat és regényeket fordított németből.

## Művei
- Wie soll man wirtschaften? (Budapest, 1897)
- Gründet katholische Volksbibliotheken (Budapest, 1897)
- Der Sozialismus in Ungarn (Budapest, 1897)
- Vergődés (versek, Budapest, 1901)
- Párbajkényszer a hadseregben. Bischoffshausen Neuenrode Zsigmond br. után szabadon (Budapest, 1901)
- Amerre én járok (elbeszélés, Budapest, 1905)
- Gólyafészek (gyermekversek, Kalocsa, 1929)

## Műfordításai
- Enrica von Handel-Marzetti: Jesse és Mária. I–II. kötet (regény, Budapest, 1907)
- Enrica von Handel-Marzetti: Játszótársak. I–II. kötet (regény, Budapest, 1914)
- Paul Keller: Idegen tükörben (regény, Budapest, 1921)
- P. Johannes Emonts: A bahirok varázslója (Kalocsa, 1927)
- Schmidt Kristóf meséi. Az istenfélő nővér és más apró mesék (Budapest, 1927)